# Armenië op het Junior Eurovisiesongfestival

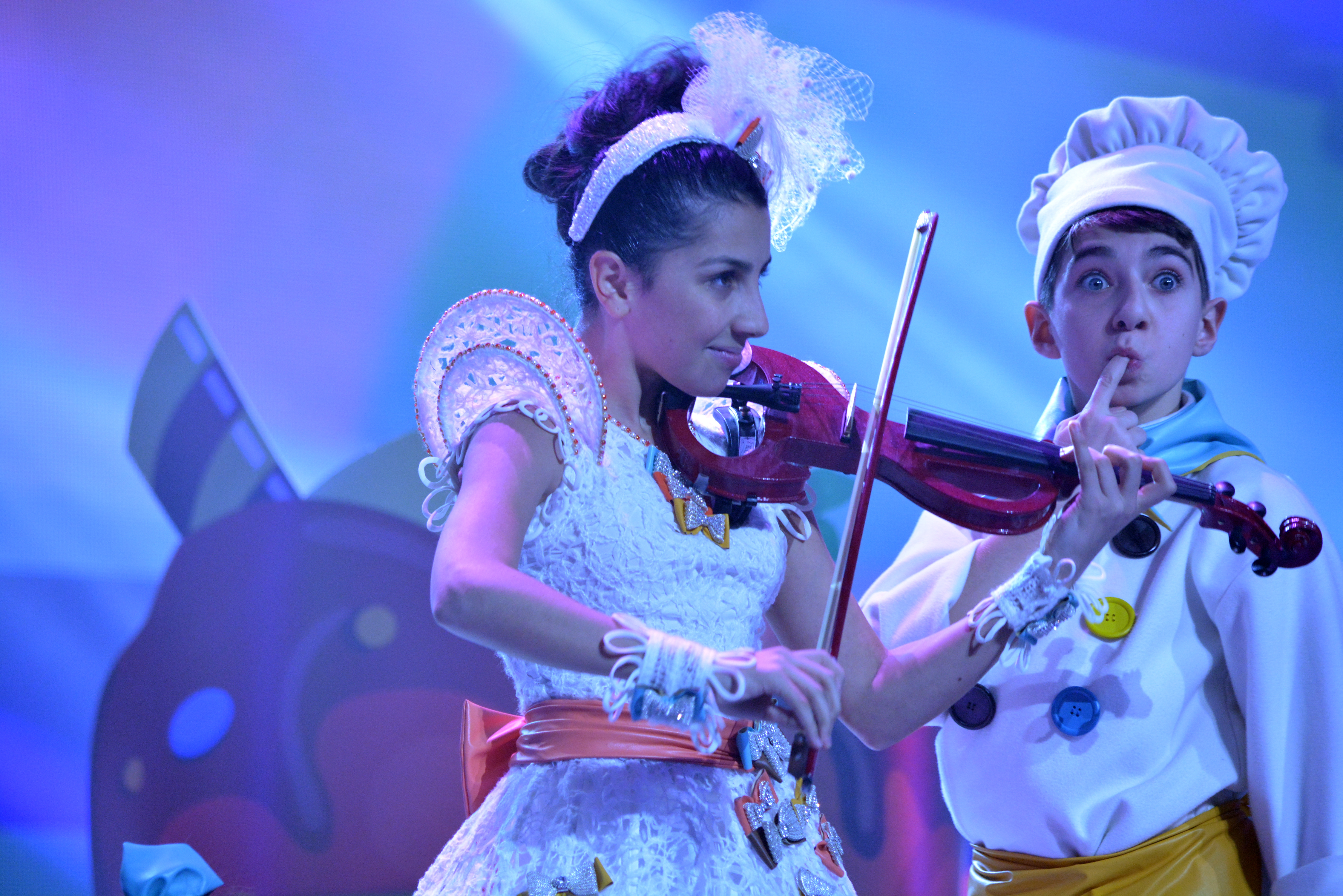
Monica Avenesian en haar achtergronddanser in 2013

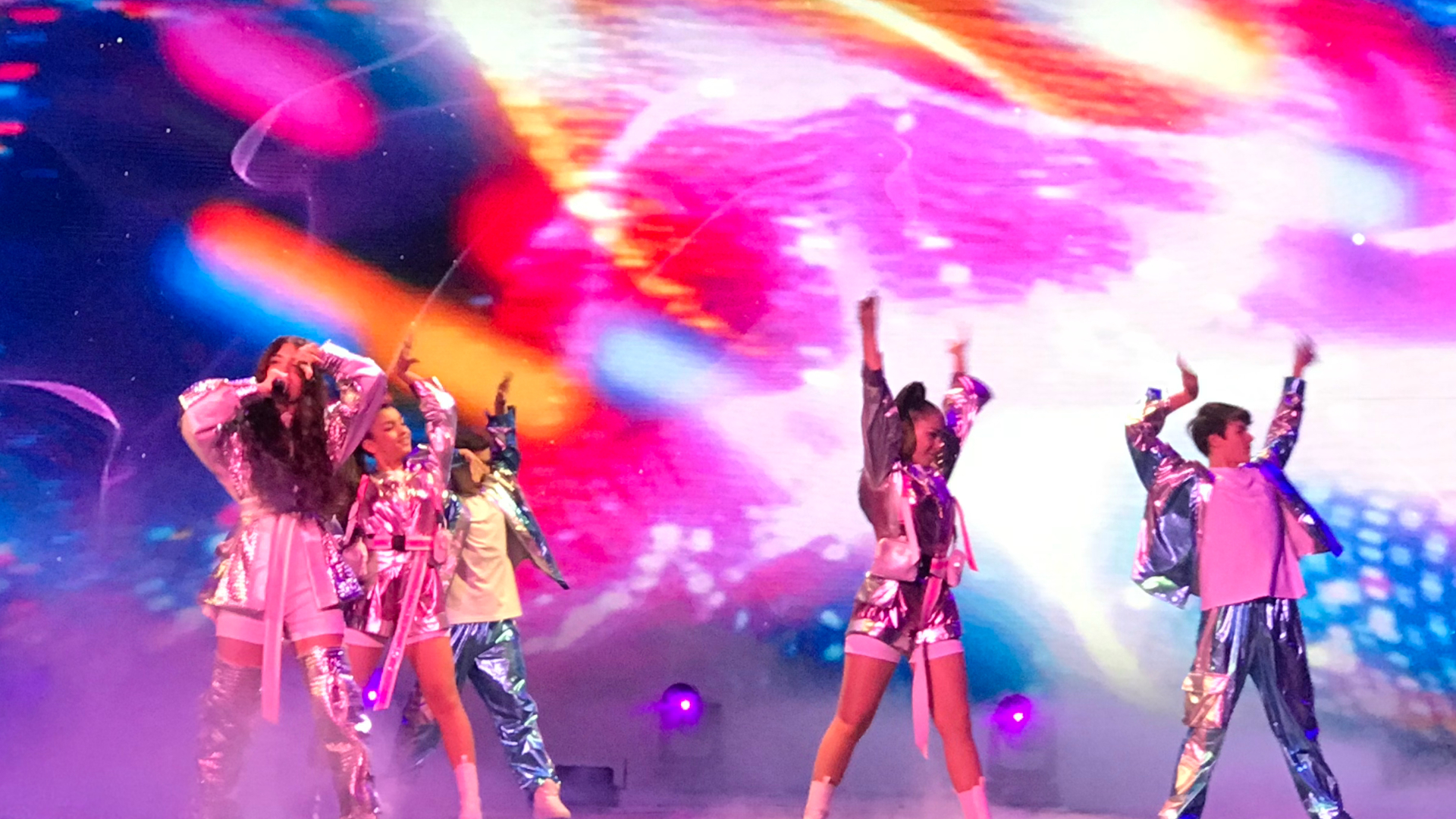
Maléna won het festival in 2021.

Armenië neemt sinds 2007 deel aan het Junior Eurovisiesongfestival. Tot op heden heeft Armenië 16 keer deelgenomen aan het evenement. Het land heeft twee keer gewonnen: in 2010 met Mama van Vladimir Arzumanian en in 2021 met Qami qami van Maléna.

## Geschiedenis
In 2007 maakte het Kaukasische land zijn debuut en was meteen erg dicht bij de winst toen Arevik de tweede plaats in de wacht wist te slepen. Het verschil met de winnaar, Aleksej Zjigalkovitsj uit Wit-Rusland, bedroeg één punt.
Na achtste te zijn geworden in 2008, kwam Armenië in 2009 weer dicht bij de winst met Luara Hairapetian met het energieke Barcelona over de voetbalclub FC Barcelona. Het werd uiteindelijk gedeeld tweede met Rusland.
In 2010 was het land er ook weer bij, dit keer met Vladimir Arzumanian. Hij vertegenwoordigde de Armeense kleuren met het lied Mama. En met succes, want het land boekte voor het eerst een overwinning. Arzumanian won nipt met één punt van Rusland. Hij kreeg vier keer de 12 punten, namelijk uit Oekraïne, Zweden, Rusland en België.
Armenië organiseerde het festival in Junior Eurovisiesongfestival 2011 te Jerevan. Het was voor het eerst dat de winnaar van de voorgaande editie het Junior Eurovisiesongfestival organiseerde. De Armeense kandidaat, Dalita, werd vijfde met het liedje Welcome to Armenia. Ook in 2012 nam Armenië deel. Deze keer met de Compass Band met Sweetie baby. Ze werden derde.
Ook in Kiev, in 2013, was het land weer van de partij, waar Monica Avanesian de zesde plaats behaalde. Een jaar later werd Betty derde met haar liedje People of the sun.
In 2015 stuurde Armenië Michael Varosian naar Sofia met het nummer Love. Hij kreeg 176 punten en eindigde daarmee op de tweede plaats, een prestatie die in 2016 herhaald werd door het muzikale duo Anahit en Mary. Ook zij werden tweede, maar dan met 232 punten, het hoogste puntenaantal dat Armenië tot nog toe heeft behaald op het Junior Eurovisiesongfestival.
In 2017, 2018 en 2019 eindigden de Armeniërs ook weer bij de beste tien. Geen enkele inzending van het land is tot nog toe buiten de top tien geëindigd.
Oorspronkelijk zou Armenië ook in 2020 deelnemen. Slechts drie weken voor het festival georganiseerd zou worden trok de Armeense omroep zich nog terug omwille van het conflict in Nagorno-Karabach. In 2021 tekende het land opnieuw present. Armenië won dankzij Maléna een tweede titel. In 2022 organiseerde het land het festival voor een tweede maal. In hoofdstad Jerevan eindigde Nare op de tweede plaats.

## Armeense deelnames
| Jaar | Artiest             | Lied                  | Plaats | Punten | Taal              |
| ---- | ------------------- | --------------------- | ------ | ------ | ----------------- |
| 2007 | Arevik              | Erazanq               | 2      | 136    | Armeens           |
| 2008 | Monika Manucharova  | Im ergi hnchuny       | 8      | 59     | Armeens           |
| 2009 | Luara Hairapetian   | Barcelona             | 2      | 116    | Armeens           |
| 2010 | Vladimir Arzumanian | Mama                  | 1      | 120    | Armeens           |
| 2011 | Dalita              | Welcome to Armenia    | 5      | 85     | Armeens en Engels |
| 2012 | Compass Band        | Sweetie baby          | 3      | 98     | Armeens en Engels |
| 2013 | Monica Avanesian    | Choco factory         | 6      | 69     | Armeens en Engels |
| 2014 | Betty               | People of the sun     | 3      | 146    | Armeens en Engels |
| 2015 | Michael Varosian    | Love                  | 2      | 176    | Armeens en Engels |
| 2016 | Anahit & Mary       | Tarber                | 2      | 232    | Armeens en Engels |
| 2017 | Misha               | Boomerang             | 6      | 148    | Armeens en Engels |
| 2018 | L.E.V.O.N.          | L.E.V.O.N.            | 9      | 125    | Armeens           |
| 2019 | Karina Ignatian     | Colours of your dream | 9      | 115    | Armeens en Engels |
| 2021 | Maléna              | Qami qami             | 1      | 224    | Armeens en Engels |
| 2022 | Nare                | Dance!                | 2      | 180    | Armeens en Engels |
| 2023 | Yan Girls           | Do it my way          | 3      | 180    | Armeens en Engels |
| 2024 | Leo                 | Cosmic friend         | 8      | 125    | Armeens en Engels |
| 2025 |                     |                       |        |        |                   |

| Kleur | Betekenis      |
| ----- | -------------- |
|       | Eerste plaats  |
|       | Tweede plaats  |
|       | Derde plaats   |
|       | Laatste plaats |
|       | Gastland       |

## Gegeven en gekregen punten
| Plaats | Land        | Punten |
| ------ | ----------- | ------ |
| 1      | Georgië     | 177    |
| 2      | Rusland     | 129    |
| 3      | Nederland   | 95     |
| 4      | Wit-Rusland | 93     |
| 5      | Malta       | 82     |

| Plaats | Land        | Punten |
| ------ | ----------- | ------ |
| 1      | Georgië     | 158    |
| 2      | Oekraïne    | 138    |
| 3      | Rusland     | 132    |
| 4      | Nederland   | 119    |
| 5      | Wit-Rusland | 105    |

## Twaalf punten
(Een vetgedrukte editie betekent dat het land die editie won.)
| Aantal | Land        | Edities                                                                  |
| ------ | ----------- | ------------------------------------------------------------------------ |
| 9      | Georgië     | 2007, 2008, 2011, 2014, 2016 (J), 2017 (J), 2021 (J), 2022 (J), 2024 (J) |
| 2      | Malta       | 2015, 2023 (J)                                                           |
| 2      | Oekraïne    | 2009, 2012                                                               |
| 2      | Rusland     | 2010, 2013                                                               |
| 1      | Nederland   | 2019 (J)                                                                 |
| 1      | Polen       | 2016 (K)                                                                 |
| 1      | Wit-Rusland | 2018 (J)                                                                 |

| Aantal | Land                | Edities                                      |
| ------ | ------------------- | -------------------------------------------- |
| 7      | Georgië             | 2007, 2009, 2012, 2013, 2014, 2015, 2024 (J) |
| 5      | Rusland             | 2007, 2009, 2010, 2014, 2015                 |
| 4      | Oekraïne            | 2007, 2010, 2012, 2014                       |
| 3      | Cyprus              | 2007, 2009, 2017 (J)                         |
| 3      | Wit-Rusland         | 2014, 2015, 2016 (K)                         |
| 2      | België              | 2007, 2010                                   |
| 2      | Bulgarije           | 2014, 2016 (K)                               |
| 2      | Frankrijk           | 2022 (J), 2024 (J)                           |
| 2      | Malta               | 2014, 2023 (J)                               |
| 2      | Nederland           | 2007, 2015                                   |
| 2      | Noord-Macedonië     | 2022 (J), 2023 (J)                           |
| 1      | Duitsland           | 2023 (J)                                     |
| 1      | Kazachstan          | 2022 (J)                                     |
| 1      | Polen               | 2021 (J)                                     |
| 1      | Portugal            | 2021 (J)                                     |
| 1      | Roemenië            | 2007                                         |
| 1      | Servië              | 2016 (J)                                     |
| 1      | Spanje              | 2022 (J)                                     |
| 1      | Zweden              | 2010                                         |
| 1      | Verenigd Koninkrijk | 2023 (J)                                     |

## Festivals in Armenië
| Jaar | Plaats  | Zaal                    | Presentatoren                                     |
| ---- | ------- | ----------------------- | ------------------------------------------------- |
| 2011 | Jerevan | Karen Demirchiancomplex | Gohar Gasparian en Avet Barseghian                |
| 2022 | Jerevan | Karen Demirchiancomplex | Iveta Mukuchian, Garik Papoyan en Karina Ignatian |

2007 · 2008 · 2009 · 2010 · 2011 · 2012 · 2013 · 2014 · 2015 · 2016 · 2017 · 2018 · 2019 · 2020 · 2021 · 2022 · 2023 · 2024